# Porte de Paris (Cambrai)
La porte de Paris est un vestige de l'enceinte de la ville de Cambrai dans le département du Nord.
Classée Monument historique en 1942, elle est l’une des dernières mémoires des fortifications de la cité cambrésienne.
Ce fut l’entrée la plus difficile à attaquer pour l’ennemi, ce qui est contraire à l’autre porte de la ville, la Porte Notre-Dame de Cambrai. D’ailleurs, même Louis XIV entra dans la ville par la porte Notre-Dame afin d’éviter une probable défaite si lui et son armée eurent l’idée de rentrer par la Porte de Paris.

## Histoire
Construite pour protéger l'entrée sud de la ville de Cambrai, cette porte fut rebâtie au XIVe siècle dans une architecture proche de ce que l'on peut trouver dans l'architecture philippienne de l'époque.
Au XVIe siècle, alors que Charles-Quint fit améliorer les fortifications de la ville pour l'adapter aux évolutions de l'artillerie, la partie supérieure de la porte fut rasée et les murailles alentour élargies, de sorte qu'il fallut enterrer le corps de garde supérieur et allonger le passage d'entrée en construisant un tunnel supplémentaire[réf. nécessaire][pas clair].
En 1892, à la suite du démantèlement, la porte est conservée et restaurée : les ajouts du XVIe siècle sont détruits et la façade côté ville est remise au jour. Des tourelles sont construites en arrière et des créneaux et merlons sont ajoutés sur la partie supérieure pour remplacer la terrasse d'artillerie de brique qui s'y trouvait.
La porte fait l’objet d’un classement au titre des monuments historiques depuis le 5 juin 1942. Elle a été restaurée au début du XXIe siècle.

## Description
Deux tours curvilignes entourent un passage voûté qui traverse toute la construction. Un corps de garde composé de deux pièces permet de veiller à l'ouverture du pont levant, de la herse et donne également accès à un assommoir.
De chaque côté du passage, des archères permettaient aux gardes de tirer sur l'ennemi.

## Galerie

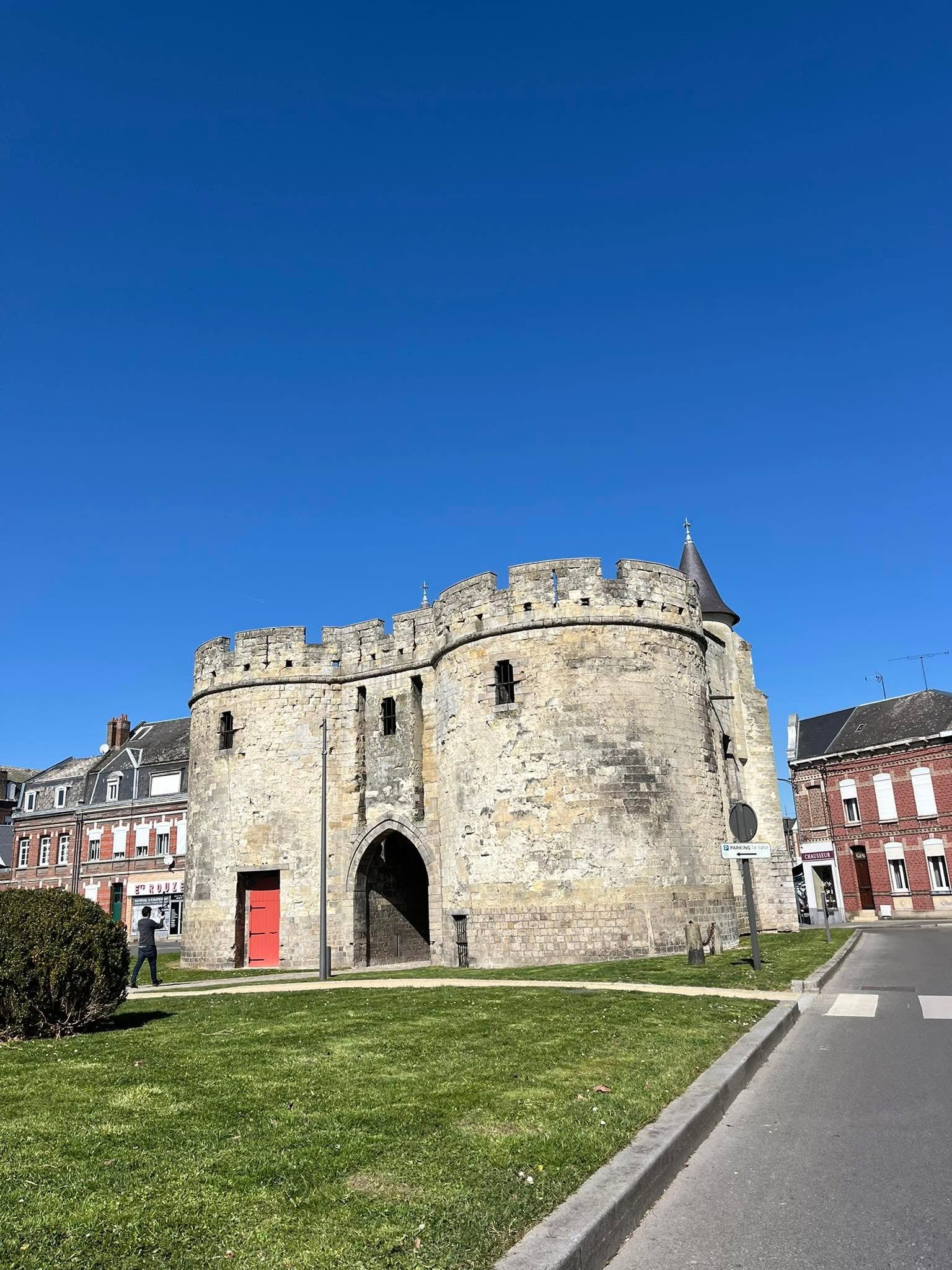
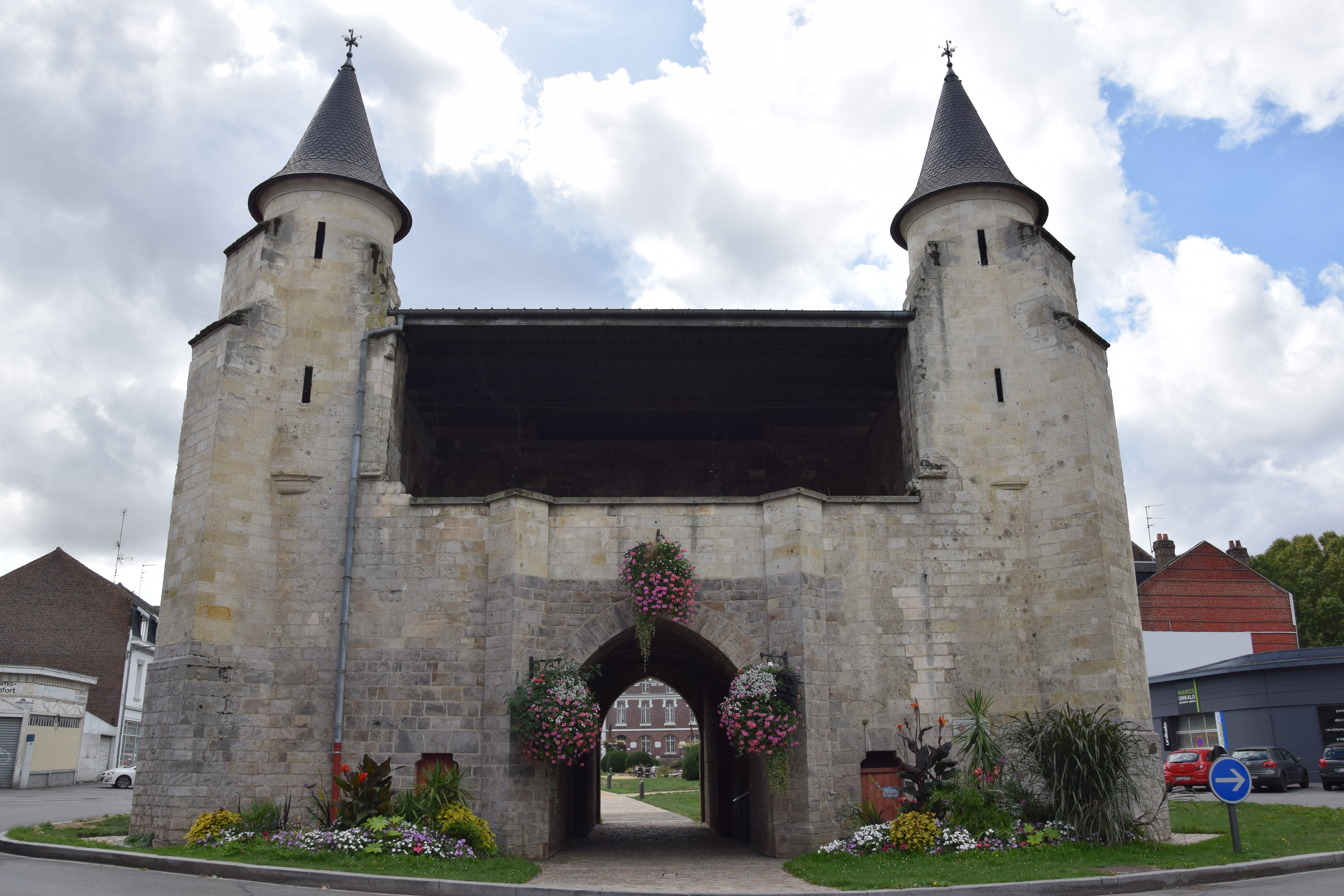
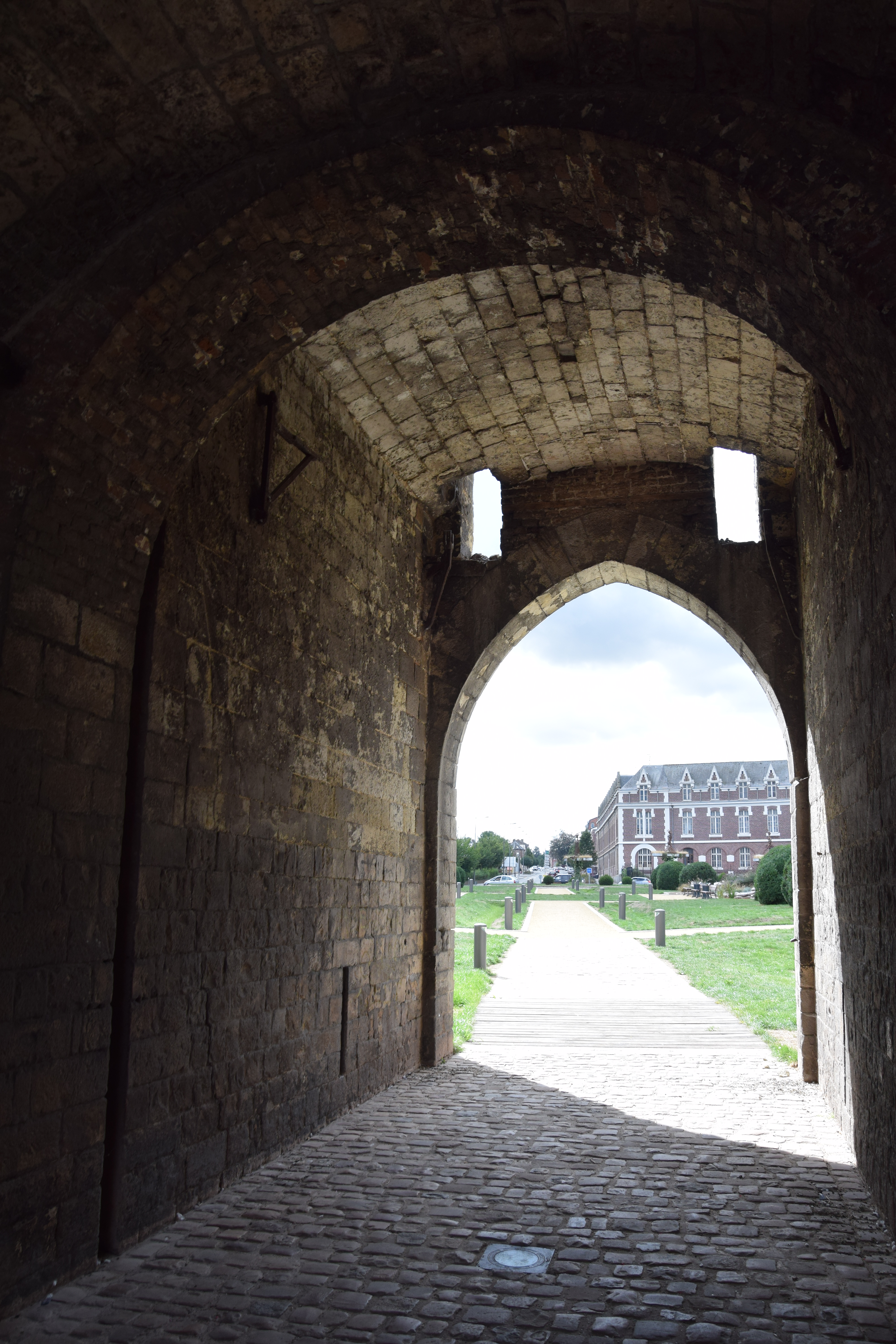
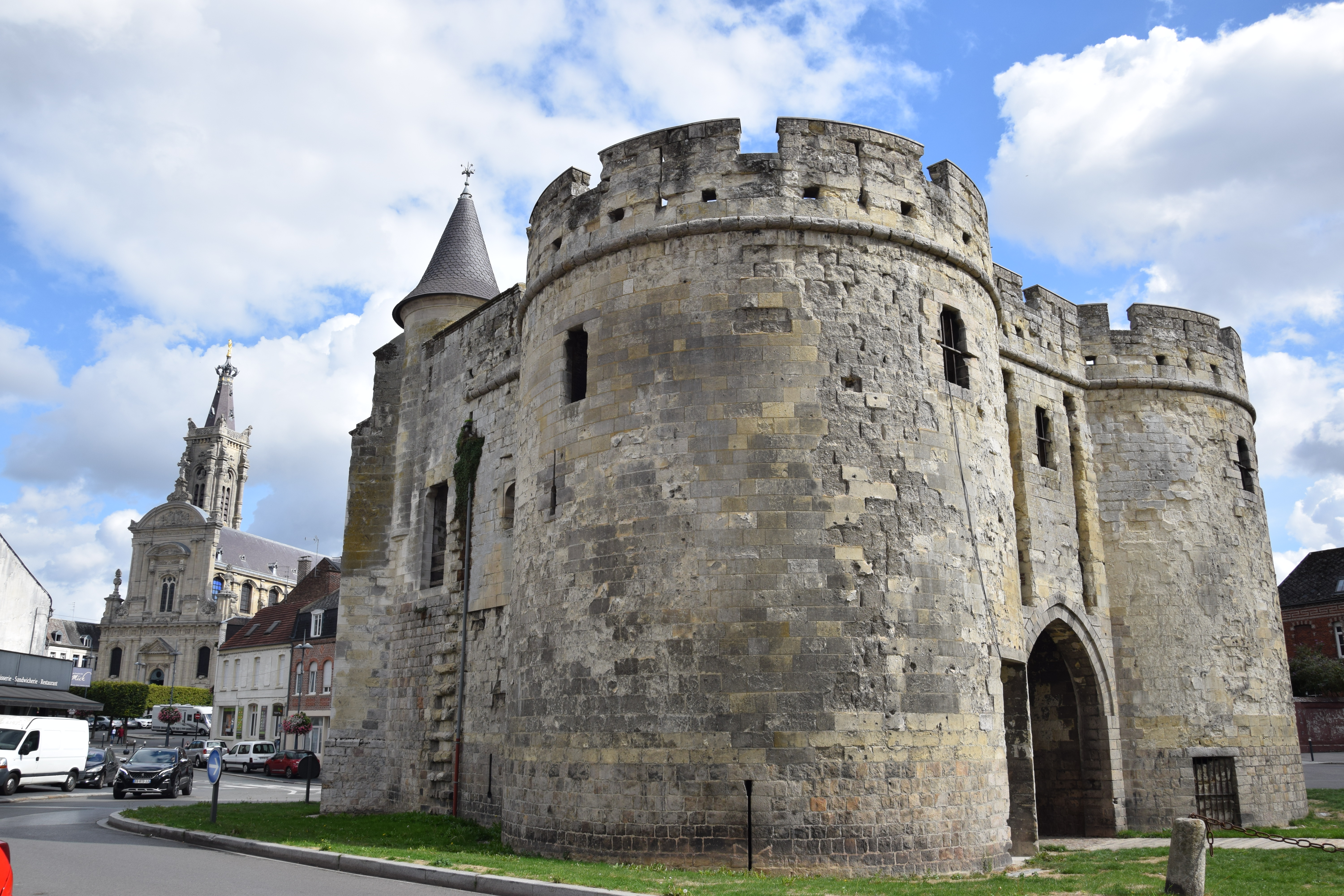
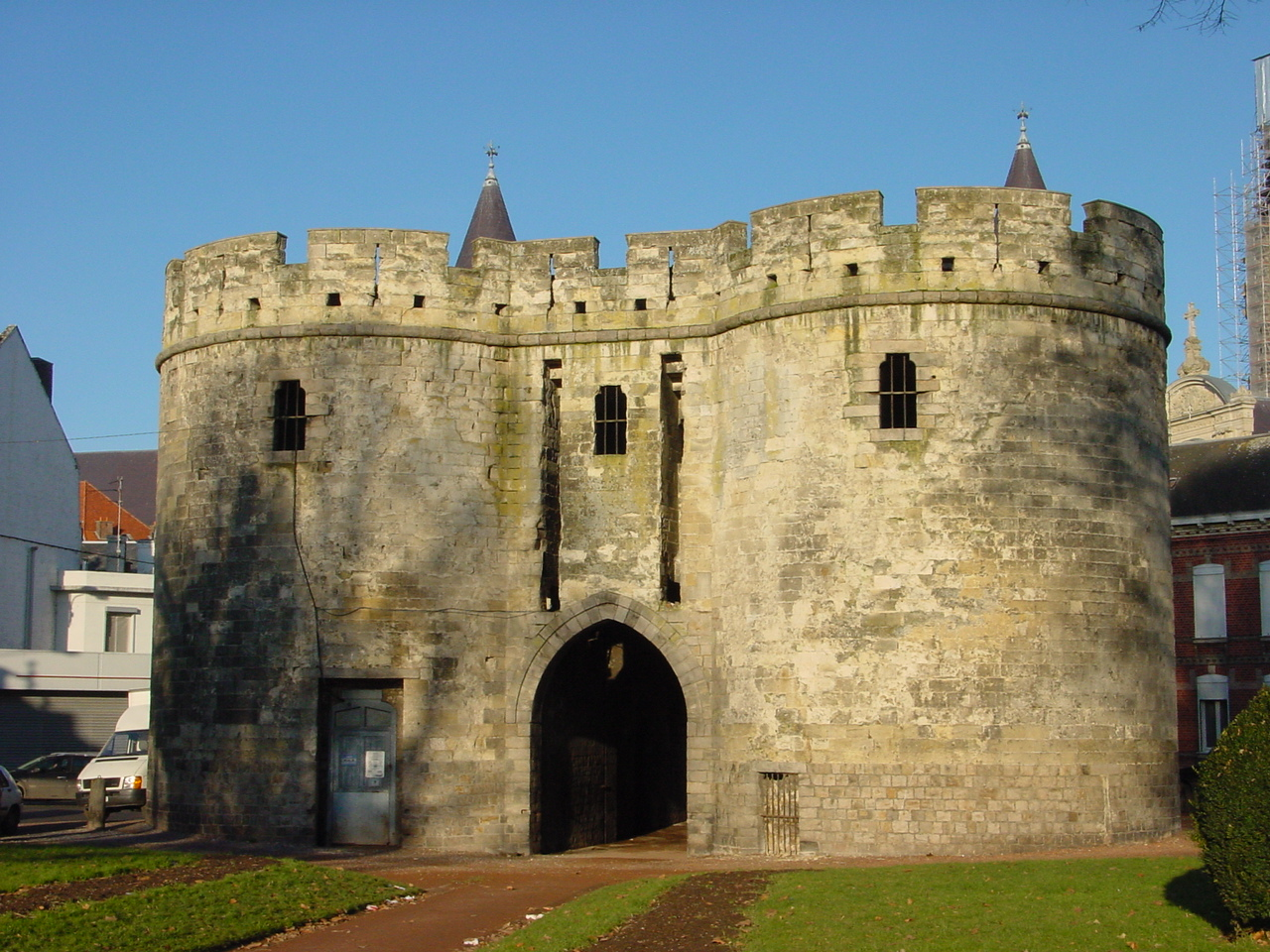
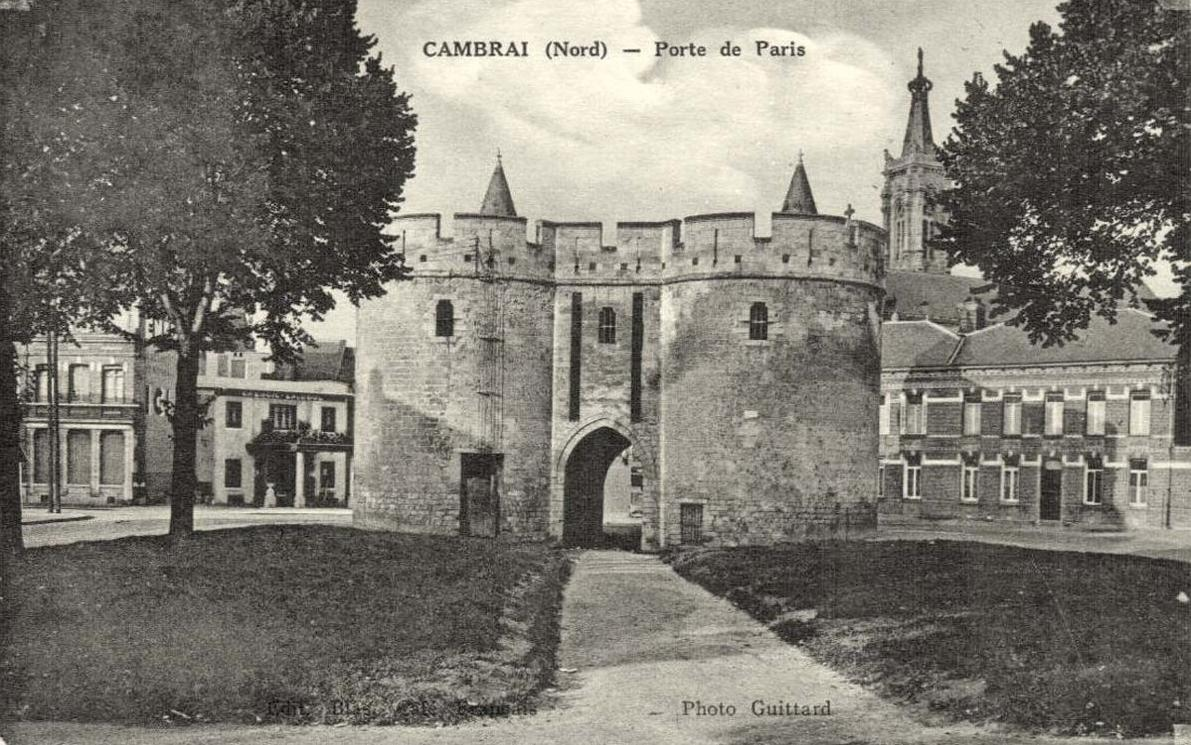